# Phthiracarus papillosus
Phthiracarus papillosus är en kvalsterart som beskrevs av Charles Christopher Parry 1979. Phthiracarus papillosus ingår i släktet Phthiracarus och familjen Phthiracaridae. Inga underarter finns listade i Catalogue of Life.